# Dale Chihuly

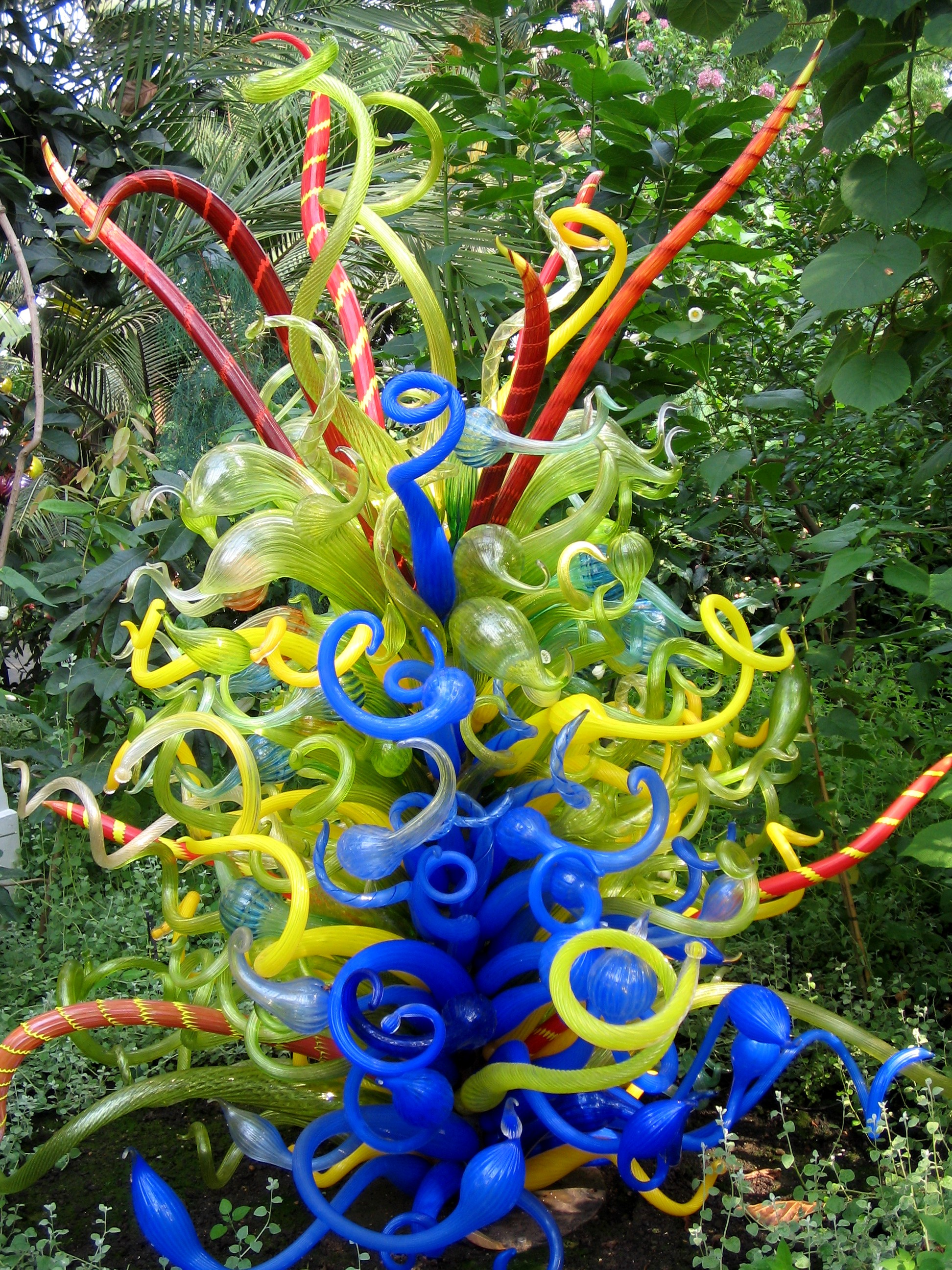
Kew Gardens, Londen

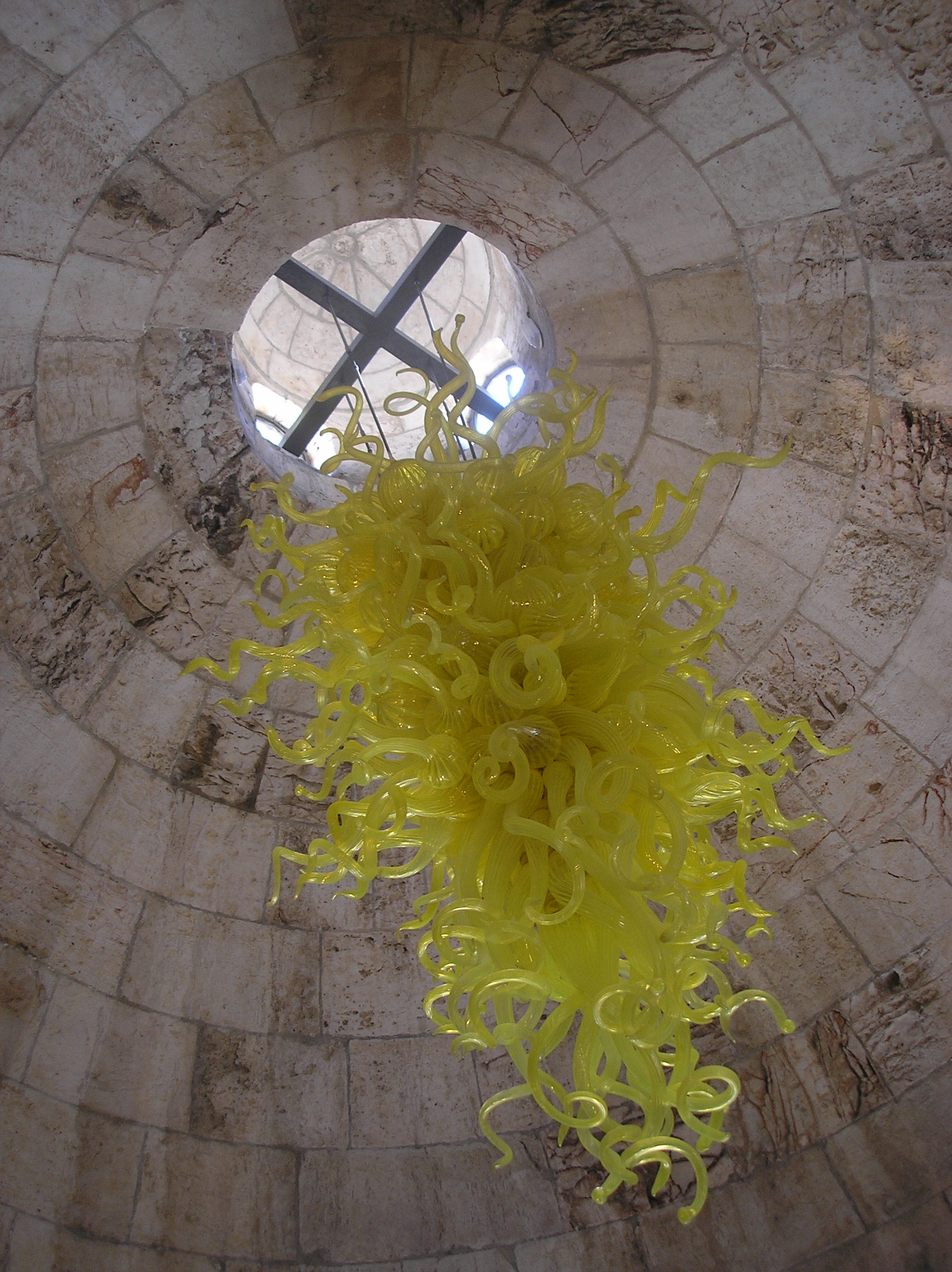
Tower of David, Jeruzalem

Dale Chihuly (Tacoma (Washington), 20 september 1941) is een Amerikaanse glasblazer en beeldhouwer. Hij wordt algemeen beschouwd als de bekendste hedendaagse glaskunstenaar.

## Biografie
Dale Chihuly werd, na de dood van zijn broer George bij een vliegongeluk en de vroegtijdige dood van zijn vader door een hartaanval, alleen door zijn moeder ondersteund. Na afronding van zijn middelbareschoolopleiding begon hij in 1960 aan de opleidingen design, architectuur en glasblazen aan de Universiteit van Washington in Seattle. In 1967 ontving hij zijn Master of science (glasblazen) van de Universiteit van Wisconsin-Madison, gevolgd door een Masters of Fine Arts (beeldhouwen) van de Rhode-Island School of Design. Bovendien kreeg hij in dat jaar de prestigieuze Fulbright Fellowshipprijs, waarmee hij, als eerste Amerikaanse glasblazer, kon werken bij de prestigieuze Venini Fabrica op het eiland Murano bij Venetië. In 1971 stichtte Chihuly samen met diverse andere (internationale) glaskunstenaars de invloedrijke Pilchuck Glass School in Stanwood (Washington).

## Zijn werk
Gedurende vier decennia heeft Chihuly de grenzen verkend van de mogelijkheden die glas in al zijn verschijningsvormen biedt; geblazen glas, neon- en argonbuizen toepassen in assemblages en installaties. Hij wist met gebruikmaking van verscheidenheid in kleur, vorm, maat en vooral grote hoeveelheden glasonderdelen een dermate grote variëteit te bereiken, dat zijn werk steeds bleef verrassen. Vele kunstenaars zijn door zijn werk geïnspireerd (soms was er zelfs sprake van plagiaat) en overal ter wereld kan men zijn werk aanschouwen. Ten slotte kan nog worden opgemerkt, dat zijn voorliefde voor vormen uit de natuur en zijn voorkeur voor plaatsing van de objecten in een natuurlijke omgeving (zoals vele botanische tuinen) kennelijk is ingegeven door zijn liefde voor de zee en vooral de herinnering aan de tuin van zijn moeder in Tacoma.

## Tentoonstellingen (selectie)
- 1996 Chihuly over Venice, Venetië/Italië
- 1999-2000 Chihuly in the Light of Jerusalem, Jeruzalem/Israël
- 2001-2002 Chihuly in the Park: A garden of Glass, Chicago/Verenigde Staten
- 2004 Chihuly in the Garden, Atlanta Botanical Garden, Atlanta/Verenigde Staten
- 2005 Gardens of Glass, Kew Gardens, Londen/Engeland
- 2005 Chihuly in Kalamazool, Kalamazool Institute of Arts, Kalamazool/Verenigde Staten
- 2005-2007 Chihuly at Fairchild, Fairchild Tropical Botanic Garden, Coral Gables/Verenigde Staten
- 2006 Oisterwijk Sculptuur 2006, Oisterwijk/Nederland
- 2006 Missouri Botanical Garden at St. Louis/Verenigde Staten
- 2018/2019 Chihuly, Groninger Museum, Groningen